# Comprensorio sciistico Presolana-Monte Pora

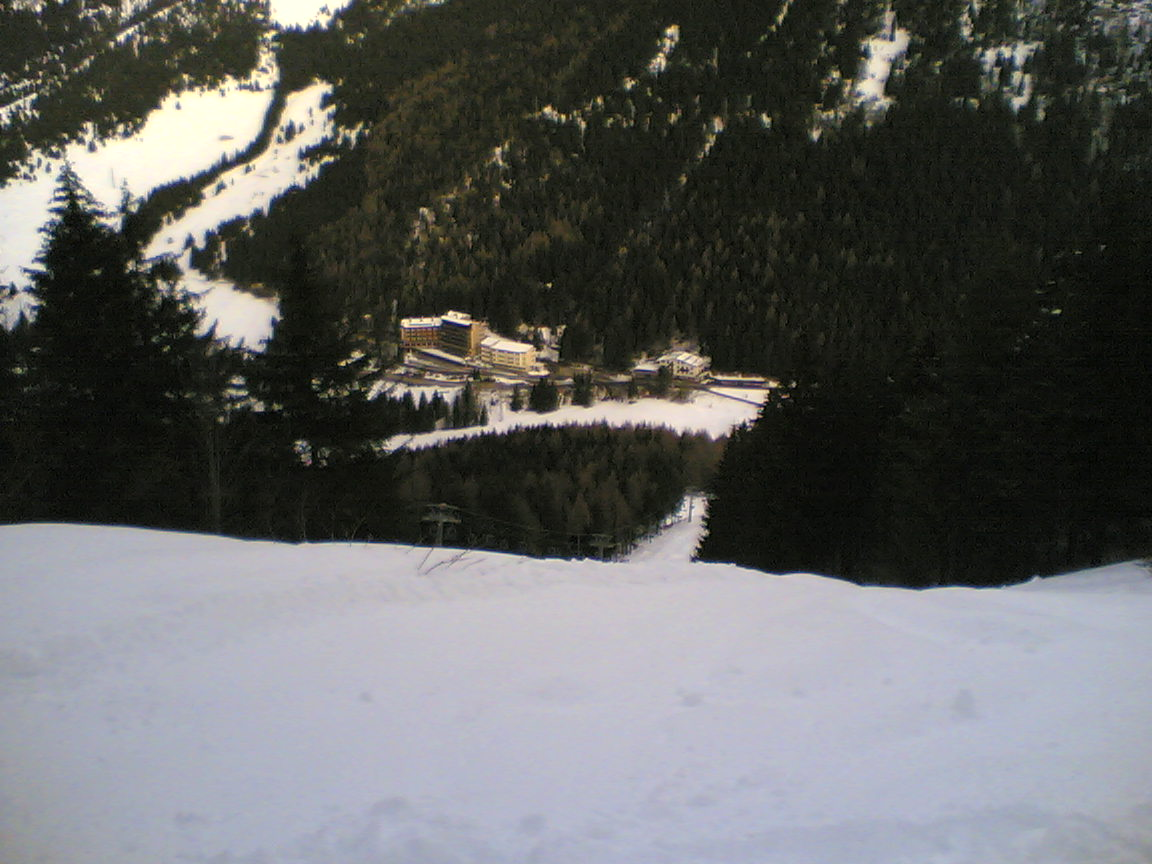
Pista della Presolana vista dallo Scanapà

Il comprensorio sciistico Presolana-Monte Pora è un comprensorio sciistico italiano situato in provincia di Bergamo, comprendente le località sciistiche del Passo Presolana e di Monte Pora principalmente nel comune di Castione della Presolana.
Le piste misurano complessivamente 35 km e sono collegate tra loro tramite moderni impianti di risalita.

## Descrizione
Il comprensorio si divide in 2 localitá, quella del Passo della Presolana (Monte Scanapà) la più piccola e quella del Monte Pora, queste localitá si trovano in Val Seriana (Provincia di Bergamo).

## Piste e impianti
Sono disponibili circa 35 km di piste dalle più semplici a quelle più tecniche (12 piste blu, 17 piste rosse e 1 pista nera) e 15 impianti di risalita che partono da una quota minima di circa 1200 m s.l.m. e arrivano ai circa 1900 (Monte Pora).
I tipi di impianti di risalita che costituiscono l'impianto: sciovia, marciapiede mobile e seggiovia (biposto, quadriposto).

### Impianti sciistici attualmente in esercizio

#### Monte Pora
Il monte Pora è meta nel periodo invernale di numerosi sciatori e snowboarder, che sfruttano gli otto impianti di risalita e gli oltre trenta chilometri di piste che presentano un medio grado di difficoltà. Gli impianti sono costituiti da quattro seggiovie, tre skilift e un tappeto, mentre le piste si suddividono in undici rosse (media difficoltà), una nera (alta difficoltà), sei blu (bassa difficoltà) e una rossa-blu. La pista nera è omologata dalla FISI, e ha ospitato tre edizioni dei Campionati italiani di sci alpino (2005, 2015 e 2016) e diverse tappe della Coppa Europa di sci alpino.
- Tappeto Campo scuola Vareno
- seggiovia Vareno
- sciovia Pian dell'Asen A
- sciovia Pian dell'Asen B
- seggiovia Cima Pora
- seggiovia Termen
- Tappeto Campo scuola Termen
- seggiovia Valzelli
- sciovia Magnolini

#### Presolana
- Sciovia Donico V
- Seggiovia Donico - Paghera Giogo
- Seggiovia Scanapà
- Sciovia Giogo
- Tappeto Campo scuola
- Bob Pista bob (estiva)

## Manifestazioni
Il comprensorio ha ospitato tre edizioni dei Campionati italiani di sci alpino (2005, 2015 e 2016).
Dal 2009 è organizzata annualmente una tappa di Coppa Europa di sci alpino.